# Melinna uruguayi
Melinna uruguayi är en ringmaskart som beskrevs av Hessle 1917. Melinna uruguayi ingår i släktet Melinna och familjen Ampharetidae. Inga underarter finns listade i Catalogue of Life.